# Wendlandia longidens
Wendlandia longidens là một loài thực vật có hoa trong họ Thiến thảo. Loài này được (Hance) Hutch. miêu tả khoa học đầu tiên năm 1916.